# Romain d'Huissier
Pour les articles homonymes, voir Huissier.
Œuvres principales
- Série Chroniques de l'étrange
- Série Hexagon

Romain d’Huissier, né le 24 décembre 1977 à Rochefort-sur-Mer (Charente-Maritime), est un écrivain, nouvelliste et auteur de jeu de rôle français.
Il a participé, en tant qu'auteur principal ou en collaboration, à l'élaboration d'une dizaine de jeux de rôle depuis le début des années 2000 et a publié plusieurs romans ainsi qu'une quinzaine de nouvelles depuis celui des années 2010. Parallèlement à cela, il écrit régulièrement des critiques et articles dans diverses revues ludiques, ainsi que des articles de fond dans des essais sur la pratique du jeu de rôle. Il contribue ainsi fréquemment à la quatrième mouture de la revue Casus Belli.

## Biographie

### Jeunesse
Romain d’Huissier est né le 24 décembre 1977 à Rochefort-sur-Mer. Assez tôt, il se passionne pour le cinéma (asiatique principalement), la bande dessinée (comics), la littérature de genre. Dès l'âge de 6 ans, il dévore Yal Ayerdhal, Frank Herbert, Stephen King, Dean Koontz et bien d'autres encore, ses goûts allant de la fantasy à la SF, en passant par l'horreur. Abreuvé de culture geek — comme nombre de ceux de sa génération — grand fan de Star Wars, ainsi que beaucoup d'autres jeunes gens il découvre le jeu de rôle au collège ; il ne s’y plonge vraiment que vers la fin du lycée — avec du INS/MV ; il ne passe pas par les cases habituelles D&D/Cthulhu et se dit « atypique » quant à ses choix de jeux, donnant sa préférence à des « univers plus fouillés » — puis, plus en avant, à la fac.

### Bruce Lee, Chine et Extrême-Orient
Fasciné par la figure de Bruce Lee, il développe un certain intérêt pour la Chine, sa culture populaire, sa mythologie ; celui-là est confirmé par le visionnage des premiers films de John Woo, de ceux de la HK Video – qui publie bientôt son magazine spécialisé – puis par l’accès facile à ceux du catalogue de la Shaw Bros, grâce à la Wild Side.
Il se forme alors en autodidacte à l’Histoire et la culture du pays. Cependant, il ne parle ni le cantonais ni le mandarin – faute d’opportunités – et ne s’est jamais rendu dans cette partie du Monde, ; Internet et des amis expatriés sur place (Hong Kong) – l’illustrateur Fred Boot,,, le photographe et auteur de jeux Benoît 'Sammael99' Felten ainsi qu'Arnaud Lanuque (gestionnaire du Service de coopération et d'action culturelle au Consulat de France à Hong Kong, spécialiste du cinéma hongkongais et correspondant local de la revue L'Écran fantastique) – lui seront d’un grand soutien plus tard pour continuer à établir, parfaire, asseoir et corroborer sa documentation.
Sa première expérience avec la publication est un fanzine consacré au jeu de rôle le Livre des cinq anneaux – L5A – et intitulé Le Ronin ; le succès d’estime de ce dernier lui permet de faire quelques piges dans le magazine de jeu Backstab et lui fait rencontrer aussi quelques personnes liées au milieu du jeu sur le site La Voix de Rokugan (consacré lui aussi au L5A) – site auquel il collabore pas mal au tout début,.

### Écriture
Toutes ces connaissances acquises lui permettent d’écrire des jeux sur l’empire du Milieu (Wuxia et Qin – les Royaumes combattants), dès 2005, ainsi que des récits de chevalerie et d’arts martiaux (La Rédemption du phénix et Les 4 Élixirs du docteur Zhu).
S'attachant à lire le plus grand nombre d’auteurs français possible – afin d'y puiser inspiration et enseignements de ses pairs – et s’appuyant sur sa capacité à créer des mondes imaginaires au travers des jeux de rôle ainsi que sur les rencontres faites au cours de leur conception – comme celles des deux scénaristes de La Brigade chimérique, Serge Lehman et Fabrice Colin, tous deux écrivains de renom –, il s’adonne, bientôt, plus sérieusement à l’écriture de récits de fiction ; en répondant d’abord à de nombreux appels à textes, à partir du début des années 2010, puis en publiant des romans – sur le thème des Super-héros (série Hexagon) pour commencer et sur celui de l’Urban fantasy (série Chroniques de l'étrange, localisée à Hong Kong) par la suite.

### Carrière

#### Années 2000
Entre 2003 et 2005, il écrit deux suppléments amateurs pour Le Livre des cinq anneaux, en collaboration avec Christophe Schreiber et Antoine Desroches : Le Gozoku, et Les Factions du Gozoku,. Les démarches des auteurs auprès d’AEG, l'éditeur du L5A, se révèlent infructueuses, mais d’Huissier considèrera cette expérience comme « une aventure des plus formatrices ».
Bien en amont de la parution du jeu en 2005, poussé par sa passion pour le cinéma chinois, il œuvre patiemment pour se faire accepter dans l’équipe affectée par le 7e cercle au projet de jeu de rôle Qin, ; sur leur forum, puis lors d’Objectif Jeu 2004, il fait – de son propre aveu – le forcing pour atteindre un des membres de l’équipe de création (Ghislain Morel) et est finalement pris sur le projet.
Une gamme et une campagne viennent par la suite étoffer le jeu qui connaît une version anglaise – récompensée par deux ENnie Awards – ainsi qu’une version italienne.
Parallèlement, en 2005, sous le pseudonyme de Roland Breuil,,, d’Huissier contribue à l’écriture de certains passages du jeu de rôle Wuxia publié au Studio Mammouth.
En 2007, il rejoint l’équipe de Studio Deadcrows pour participer au jeu de rôle Capharnaüm – l’héritage des Dragons, « un mélange des 1001 nuits et des croisades, dépeignant une Arabie fantasmée et colorée ».
En 2008, Shaolin et Wudang se présente comme « la suite logique » de Qin, toujours au 7e cercle.
En 2009, il écrit, en collaboration avec Laurent Devernay, Devâstra, un jeu de rôle « ayant pour inspiration les codes du manga shonen et de l’Inde mythique », publié chez le même éditeur.
Cette même année il rédige un article ayant pour thème « la conciliation de l’Histoire et du genre » dans l’anthologie collaborative Jouer avec l’Histoire, publiée chez Pinkerton Press.

#### Années 2010

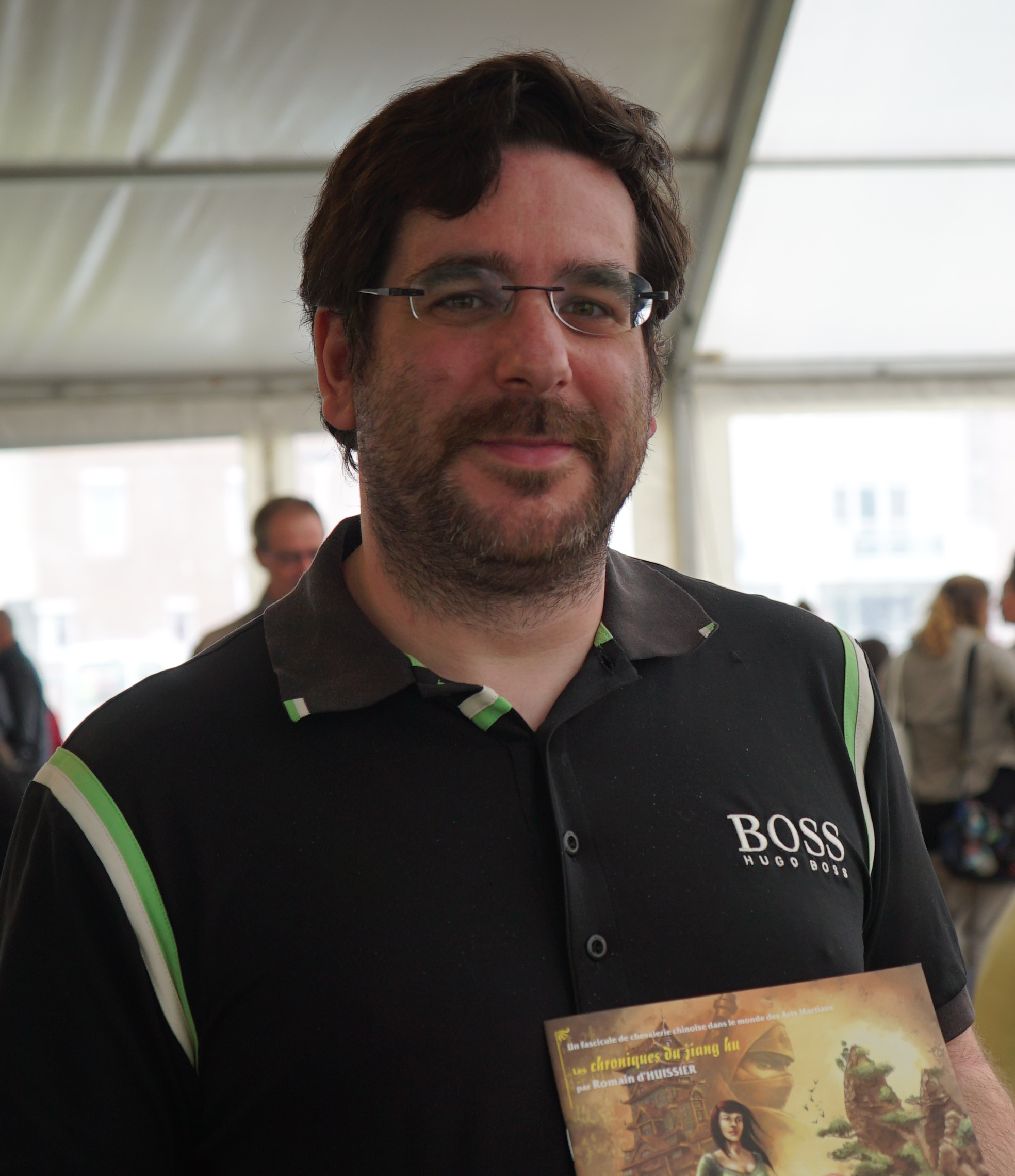
Romain d'Huissier lors de la Fête du livre de Fismes en 2015.

En 2010, il est chef de projet et auteur sur l'adaptation en jeu de rôle de la bande-dessinée La Brigade chimérique, aux Éditions Sans-Détour ; ce jeu connaît plusieurs suppléments.
Au début de cette même année, sort en direct-to-video (DTV) le film d’horreur et épouvante dont il est coscénariste : Spécialité du chef, du réalisateur Gregory Sacré, ; ce court-métrage gore de 26 minutes met en scène, entre autres choses, des combats d'arts martiaux contre des zombis, au sein d'un restaurant.
En 2011, avec Willy Favre et Julien Heylbroeck, deux de ses comparses sur La Brigade chimérique, il publie Luchadores, un jeu de rôle simulant les combats de catch mexicain, chez Pulp Fever Éditions.
Toujours en 2011, sont publiées ses toutes premières fictions, soit quatre nouvelles.
Entre 2012 et 2013, d’Huissier écrit deux romans prenant place dans l’univers des comics Hexagon,. Il coprésente déjà, avec Julien Heylbroeck et ce depuis 2011, la série Dimension Super-Héros – une anthologie regroupant des nouvelles mettant en scène les héros de l’univers Hexagon, publiée chez le même éditeur Black Coat Press, dans la collection Rivière Blanche (4 volumes à ce jour). Une de ses propres nouvelles apparaît d’ailleurs dans chaque volume.
Toujours en 2013, il est chef de projet, avec comme coauteur Laurent Devernay, sur un jeu de rôle qui adapte cet univers : Hexagon Universe, publié chez Les 12 Singes ; ce jeu connaît lui aussi plusieurs suppléments.
À la fin 2014 et au début 2015, il est présent dans les pages des no 12 et 13 du magazine Casus Belli, avec New York Gigant – un univers de jeu, accompagné de scénarios, pour les règles de Chroniques Oubliées Contemporain de Black Book Éditions.
En 2015 encore, il fait publier Vigilante City au sein du no 16 du même magazine ; un nouvel univers mettant en scène des super-héros – combattant cette fois-ci la criminalité gangrénant une cité tentaculaire et dont l'absence de capacités surhumaines est palliée par de nombreux gadgets –, pouvant être motorisé par les mêmes règles de jeu et inspiré entre autres des magazines pulps des années 1930,.
Toujours en 2015, il publie Seppuku, une novella clairement revendiquée comme trash et rendant hommage aux films de samouraï ; parue chez Trash Editions.
Entre 2015 et 2018, d’Huissier écrit trois romans — composant la série des Chroniques de l’étrange — se déroulant à Hong Kong et mettant en scène l’exorciste Johnny Kwan, un fat si — « magicien taoïste maîtrisant les antiques voies de la tradition ésotérique chinoise »,,.
En 2016, il publie Magistrats & Manigances, en collaboration avec Benjamin Kouppi, un jeu d’enquête à la façon du Juge Ti ; diffusé en trois parties dans trois numéros successifs (no 19-21) du magazine Casus Belli.
En 2016 et en 2017, il rédige un article dans chacun des deux premiers tomes du cycle anthologique développé par la trilogie « Sortir de l’auberge » de l’éditeur Lapin Marteau : Animer un combat dans Mener des parties de jeu de rôle et Interpréter un personnage dans Jouer des parties de jeu de rôle.
Toujours en 2017, il est chef de projet sur l’adaptation en jeu de rôle d’un jeu de figurines : Mythic Battles: Pantheon ; ce jeu paraît chez Black Book Éditions.

#### Années 2020

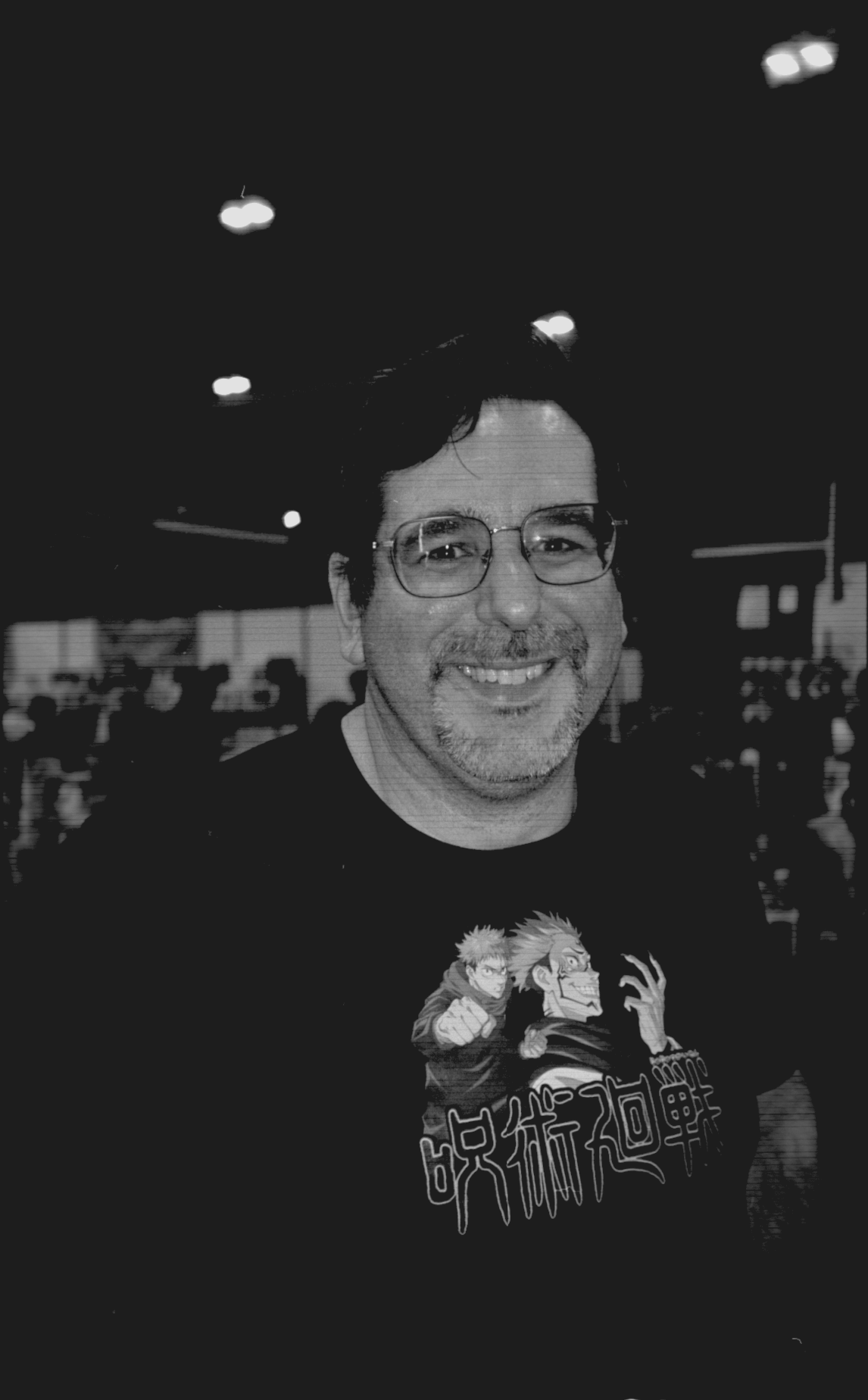
Romain d'Huissier à Game'in Reims le dimanche 20 novembre 2022.

En 2020, pendant la première période de confinement, il met à disposition le jeu de rôle Saint Seiya – les Paladins du Zodiaque (motorisé par le système Paladin de Clinton R. Nixon (en)) une adaptation amateur et non-officielle des mangas, séries animées et  films de la franchise Saint Seiya.
Cette même année il participe, avec 29 autres écrivains, à l’écriture d’un roman à tiroirs élaboré à partir d’une œuvre inachevée de Louis Thirion, La Ronde de Glorvd, publié dans le but de célébrer les 15 ans de la collection Rivière Blanche de l’éditeur Black Coat Press.
En juin 2020 il propose avec Yohan Odivart, Les Partisans, chez Les 12 Singes, un cadre de jeu pour Hexagon Universe pour lequel il déplace l'action de l'époque actuelle d'origine à celle de la Deuxième Guerre mondiale ; les super-héros incarnés par les joueurs – Les Partisans –, dans cette uchronie, se rangeant aux côtés des Alliés afin de lutter contre les super-vilains au solde du Troisième Reich. Une campagne – accompagnée d'un paravent – issue de la plume des mêmes auteurs, Sic Semper Metropolis, sort au même moment pour accompagner ce livre de base.
En septembre 2020 est annoncé, sur le site de l’éditeur Antre Monde, un financement participatif en vue de l’adaptation en jeu de rôle par l’auteur lui-même – en tant que chef de projet – de sa trilogie Chroniques de l’étrange. Le jeu est financé en novembre 2020 et annoncé livrable pour novembre 2021. Un Kit de découverte gratuit est publié dans la foulée.
En 2021, en février puis en mai, Secrets et grandes batailles, son texte destiné à l’origine à accompagner l’écran du jeu de rôle Mythic Battles: Pantheon est diffusé en deux parties dans les no 36 et 37 du magazine Casus Belli publié par Black Book Éditions,.
En 2022, à la mi-novembre, le jeu Hong Kong : Les Chroniques de l’étrange est finalement livré aux soutiens du financement participatif. Il est coécrit avec Cédric Lameire.
En 2023, et comme promis lors du financement,, des Taonets – suppléments gratuits rédigés par d'Huissier pour ce jeu de rôle, au format PDF, présentant du contexte, des aides de jeu ainsi qu'un scénario et coécrits avec les différents autres auteurs ayant participé au manuel de base – sont proposés au libre téléchargement sur le site de l'éditeur ; le premier, qu'il écrit en collaboration avec Antoine Bauza, paraît dès septembre 2021, le second, en collaboration avec Cédric Lameire, paraît en février 2023, le troisième, toujours avec Lameire, fin mai 2023, le quatrième, qu'il conçoit seul, paraît la veille de Noël 2023,,,. Six Taonets – quatre débloqués dans un objectif et deux dans un palier social du financement – sont prévus à l'origine.
Le 6 juin 2023 est effectué, par la maison d'édition John Doe, le lancement de la précommande participative de Meute : Errances, un supplément pour le jeu de rôle Meute, annoncé en septembre 2019, supervisé par son auteur Julien Moreau et décrivant quatre régions de France ; la rédaction d'une de ces régions, les Ardennes, est confiée à la plume de Romain d'Huissier.
Le 19 juin 2023 est lancée, durant vingt jours sur le site de l'éditeur de Hong Kong : Les Chroniques de l'étrange, une précommande simple pour un supplément au jeu de rôle, intitulé : Trésors célestes, Terreurs spectrales ; il est coécrit par Romain d'Huissier et Cédric Lameire. La précommande est close le 9 juillet au soir et la sortie du supplément prévue pour octobre ; les souscripteurs reçoivent un lien vers la version PDF du supplément, promise – et qui leur était offerte gracieusement – lors de cette précommande, dès le 23 septembre, la version papier – quant à elle – leur étant livrée à partir du 19 octobre 2023.
En 2024, le 23 février, le jeu de Romain d'Huissier et de son coauteur Cédric Lameire, Hong Kong : Les Chroniques de l’étrange, est lauréat — dans la catégorie « création francophone »  — du « Graal d'or 2023 », prix décerné depuis 2019 à un jeu de rôle par le Groupement azuréen des associations ludiques (GRAAL) lors du déroulement du Festival international des jeux (FIJ) à Cannes,.
En avril 2024, Nathalie Zema, autrice et chroniqueuse sur le site SciFi-Universe et pour le magazine Casus Belli, annonce la participation de Romain d'Huissier, comme coauteur, à son ouvrage intitulé « Jeux de rôle ! » regroupant des essais rédigés « par des passionnés de jeux de rôle, à l'usage de leurs pairs et de toutes personnes désireuses de découvrir ce loisir ».
Ce même mois, il est crédité en tant que correcteur sur la réimpression 2024 des tomes de la version française du manga Kingdom.
Fin avril 2024, le cinquième Taonet, coécrit par Romain d'Huissier et Maïlys Lejosne-Le Calvez, est mis gratuitement à disposition par Antre Monde Éditions ; Meute : Errances, le supplément pour Meute auquel il a participé, paraît chez John Doe.
Le 31 mai 2024, son supplément pour Hong Kong : Les Chroniques de l’étrange, Trésors célestes, Terreurs spectrales, coécrit avec Cédric Lameire, est lauréat — dans la catégorie « meilleur supplément » — du « Prix Rôliste » 2023,.
Le 19 août 2024, Antre Monde Éditions annonce, sur ses pages Discord et Facebook, préparer la future troisième édition de Devâstra, le jeu de d'Huissier et de Laurent Devernay sur l'Inde mythique, sous-titrée Transcendance, sous la houlette de Cédric Lameire ainsi que la supervision graphique de William Bonhotal et Shans Zhu. Le jeu est financé en septembre 2024, via une campagne de financement participatif sur la plateforme Game On Tabletop ; quant à la livraison, elle est annoncée pour septembre 2025.
Début octobre 2024, paraît le sixième et dernier des Taonets promis lors du financement participatif de Hong Kong : Les Chroniques de l’étrange. Romain d'Huissier en confie l'entière rédaction à son coauteur sur le jeu, Cédric Lameire, son rôle se résumant à la relecture du texte.
En novembre 2024, FibreTigre — le MJ de Game of Rôles — organise le premier volet d'« un jeu de rôle historique et réaliste », dans le cadre de l'exposition « La Chine des Tang, une dynastie cosmopolite » du musée national des Arts asiatiques - Guimet,, sur un scénario écrit à quatre mains par Romain d'Huissier et Cédric Lameire, en étroite collaboration avec le conservateur de l'exposition, Arnaud Bertrand, ainsi qu'avec la chargée de collections - Chine, Mme Huei-Chung Tsao,, et se basant sur la documentation proposée par le musée.
En 2025, au mois de janvier et toujours dans le même cadre, c'est le second et dernier volet de ce jeu historique qui est proposé au public.
En février 2025, L'éditeur Black Book Éditions annonce préparer un financement participatif pour Chroniques Oubliées Contemporain, 2e édition ; l'univers de Romain d'Huissier, Vigilante City, déjà présenté en 2015 au sein du no 16 du magazine Casus Belli, sera le premier supplément publié accompagnant le livre de base de cette nouvelle édition.

## Œuvres

### Romans

#### Œuvre collective (roman à tiroirs)
- Louis Thirion et al. (30 autres auteurs), La Ronde de Glorvd, Black Coat Press, coll. « Rivière Blanche », 2020, 212 p. (ISBN 978-1-64932-023-0)

#### SérieChroniques de l'étrange
1. Les Quatre-vingt-un Frères, Critic, coll. « Fantasy », 2015, 352 p.  (ISBN 979-10-90648-53-1)réédition, Gallimard, coll. « Folio SF » no 609, 2018, 384 p. (ISBN 978-2-07-271418-4)
2. La Résurrection du dragon, Critic, coll. « Fantasy », 2016, 354 p.  (ISBN 979-10-90648-72-2)réédition, Gallimard, coll. « Folio SF » no 618, 2018, 400 p. (ISBN 978-2-07-273230-0)
3. Les Gardiens célestes, Critic, coll. « Fantasy », 2018, 436 p.  (ISBN 978-2-37579-015-1)réédition, Gallimard, coll. « Folio SF » no 657, 2020, 496 p. (ISBN 978-2-07-287042-2)

#### SérieHexagon
1. Matière noire, Black Coat Press, coll. « Rivière Blanche », 2012, 312 p.  (ISBN 978-1-61227-111-8)
2. La Guerre des immortels, Black Coat Press, coll. « Rivière Blanche », 2013, 288 p.  (ISBN 978-1-61227-219-1)

### Novellas
- Seppuku, Trash Editions, 2015, 148 p.  (ISBN 979-1-092671-13-1)réédition, Ogmios, 2019, 120 p. (ISBN 978-2-490352-03-6)
- Les Chroniques du Jiang Hu

1. La Rédemption du phénix, Le Carnoplaste – Éditeur de fascicules, 2012, 36 p.  (ISBN 978-2-357900-20-2)
2. Les 4 Élixirs du docteur Zhu, Le Carnoplaste – Éditeur de fascicules, 2013, 36 p.  (ISBN 978-2-357900-24-0)

### Contes et fables
- Fables et légendes chinoises, Ynnis Éditions, coll. « Fables et légendes », no 4, 2025, 224 p.  (ISBN 978-2-37697-572-4), à.p. 27 août 2025

### Bande dessinée

#### Anthologie de bande dessinée
- (en) Romain d'Huissier, J.-M. Lofficier (postface) et Alfredo Macall (couverture), The Top 100 Heroes from the Hexagon Universe, Hexagon Comics, 2021, 256 p. (ISBN 978-1-64932-085-8)

#### Scénario de bande dessinée
- Romain d'Huissier (scénario), J.-M. Lofficier (scénario) et José Luis Ruiz Pérez (dessins & couverture), Kabur no 29 : La Reine de sang, Black Coat Press, coll. « Rivière Blanche », 2021, 56 p. (ISBN 978-1-64932-064-3)

### Cinéma

#### Coscénariste court-métrage
- Spécialité du chef de Gregory Sacré, Varock Films, Oh My Gore! Distribution, 2010, 26 min  (EAN 3770002054017)

### Jeu de rôle

#### Documentation & études sur le jeu de rôle
- Nathalie Zema (dir.) et al., Jeux de rôle !, Les Moutons électriques, coll. « Miroirs ! », 2024, 320 p. (ISBN 978-2-36183-957-4)avec la contribution de Romain d'Huissier
- Jérôme Larré (dir.), Coralie David (dir.) et al., Jouer des parties de jeu de rôle, Lapin Marteau, coll. « Sortir de l'auberge », 2017, 360 p. (ISBN 978-2-95458-116-3)avec la contribution de ~
- Jérôme Larré (dir.), Coralie David (dir.) et al., Mener des parties de jeu de rôle, Lapin Marteau, coll. « Sortir de l'auberge », 2016, 396 p. (ISBN 978-2-95458-114-9)avec la contribution de ~
- Olivier Caïra (dir.), Jérôme Larré (dir.) et al., Jouer avec l'Histoire, Pinkerton Press, 2009, 160 p. (ISBN 978-2-95339-160-2)avec la contribution de ~

#### Jeux de rôle
Il est l'auteur, seul ou en collaboration, de plusieurs livres, manuels et suppléments de jeu de rôle.

## Distinctions

### Nomination
- 17 octobre 2011 : La Brigade chimérique — l'encyclopédie et le jeu nommé pour le « Prix ActuSF de l'uchronie », dans la catégorie « prix spécial »[89].

### Récompenses
- 20 août 2007 : deux « ENnie Awards »[23] décernés à la version anglaise du jeu de rôle Qin ;
- 21 avril 2023 : « Prix Rôliste » 2022[90],[91], dans la catégorie « meilleur écran » de jeu de rôle, décerné au paravent de Hong Kong : Les Chroniques de l’étrange ;
- 23 février 2024 : « Graal d'or » 2023 — prix décerné par le Groupement azuréen des associations ludiques (GRAAL) lors du déroulement du Festival international des jeux (FIJ) à Cannes[67],[68] —, dans la catégorie « création francophone », au jeu de rôle Hong Kong : Les Chroniques de l’étrange ;
- 31 mai 2024 : « Prix Rôliste » 2023[76],[92], dans la catégorie « meilleur supplément » de jeu de rôle, décerné à Trésors célestes, Terreurs spectrales, supplément pour Hong Kong : Les Chroniques de l’étrange.